# Municipio de Danforth (Illinois)
El municipio de Danforth (en inglés: Danforth Township) es un municipio ubicado en el condado de Iroquois en el estado estadounidense de Illinois. En el año 2010 tenía una población de 928 habitantes y una densidad poblacional de 6,94 personas por km².

## Geografía
El municipio de Danforth se encuentra ubicado en las coordenadas 40°49′54″N 88°0′23″O / 40.83167, -88.00639. Según la Oficina del Censo de los Estados Unidos, el municipio tiene una superficie total de 133.76 km², de la cual 133,75 km² corresponden a tierra firme y (0 %) 0 km² es agua.

## Demografía
Según el censo de 2010, había 928 personas residiendo en el municipio de Danforth. La densidad de población era de 6,94 hab./km². De los 928 habitantes, el municipio de Danforth estaba compuesto por el 97,31 % blancos, el 0,11 % eran amerindios, el 0,22 % eran asiáticos, el 0,97 % eran de otras razas y el 1,4 % eran de una mezcla de razas. Del total de la población el 4,09 % eran hispanos o latinos de cualquier raza.